# Moons kommun
Moons kommun (estniska: Muhu vald) är en kommun i Estland. Den ligger i landskapet Saaremaa (Ösel), i den västra delen av landet, 130 km sydväst om huvudstaden Tallinn. Kommunens centralort är byn Liiva, ibland även kallad Moon på svenska.

## Geografi
Moons kommun omfattar ön Moon (estniska: Muhu) samt ett antal mindre omkringliggande öar såsom Suurlaid, Võilaid, Kesselaid, Pühadekare och Viirelaid. 

### Karta

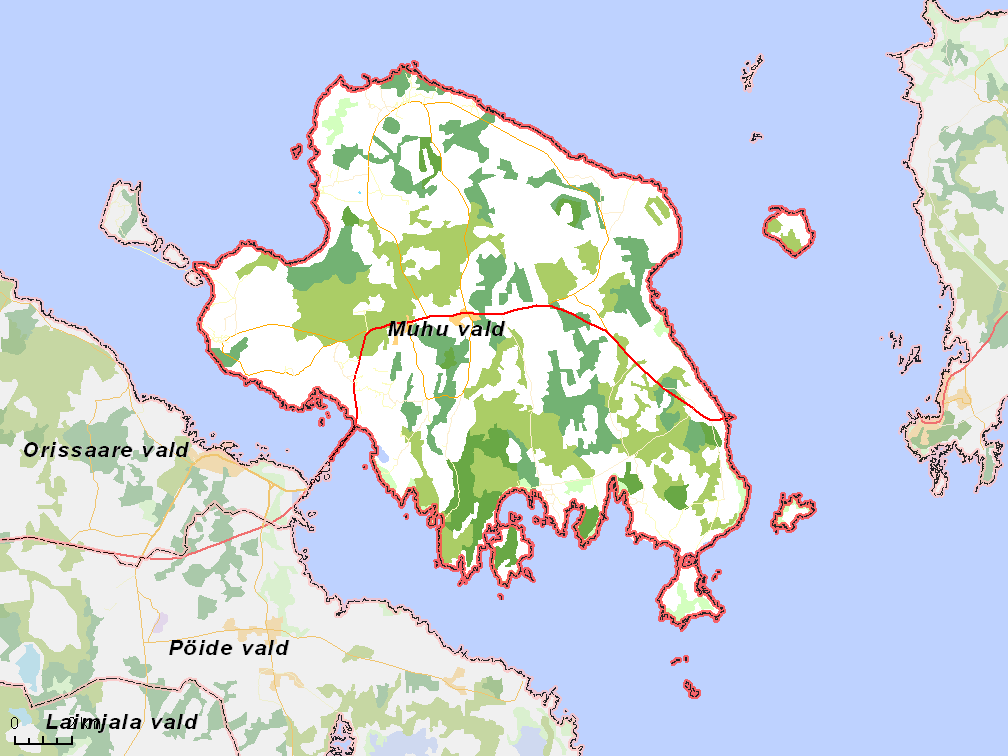
Översiktlig karta över kommunen.

## Orter
I Moons kommun finns 52 byar. 

### Byar
De viktigaste byarna är Hellamaa, Koguva, Kuivastu, Liiva (Moon), Nõmmküla och Pädaste.
Övriga byar är Aljava, Igaküla, Kallaste, Kantsi, Kapi, Kesse, Külasema, Laheküla, Lalli, Leeskopa, Lehtmetsa, Lepiku, Levalõpme, Linnuse, Lõetsa, Mõega, Mõisaküla, Mäla, Nautse, Nurme, Oina, Paenase, Pallasmaa, Piiri, Põitse, Päelda, Pärase, Raegma, Rannaküla, Raugi, Rebaski, Ridasi, Rinsi, Rootsivere, Rässa, Simisti, Soonda, Suuremõisa, Tamse, Tupenurme, Tusti, Vahtraste, Vanamõisa, Viira, Võiküla och Võlla.